# Anarmodia tesselliferalis
Anarmodia tesselliferalis là một loài bướm đêm trong họ Crambidae.